# Andy Buckley

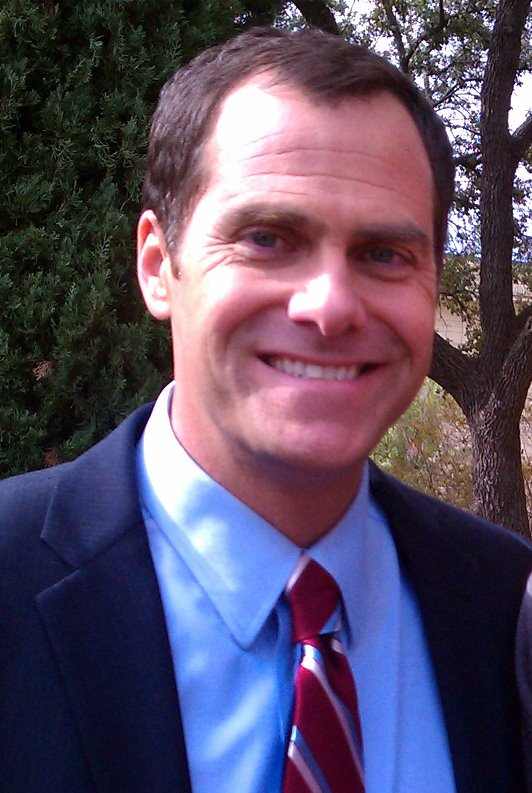
Andy Buckley während Dreharbeiten an der Texas State University im November 2011

Andrew P. "Andy" Buckley Jr. (* 13. Februar 1965 in Salem, Massachusetts) ist ein US-amerikanischer Schauspieler, Drehbuchautor und Filmproduzent.

## Leben
Buckley absolvierte 1987 ein Studium der Politikwissenschaft an der Stanford University, die er im ersten Jahr auf Hochschulturnieren im Golf vertrat. Nach seinem Studium beschäftigte er sich zunächst mit Improvisationstheater und hatte ab 1990 zahlreiche Auftritte in Fernsehserien wie Melrose Place, The West Wing und NYPD Blue. Ab 1997 kamen auch vermehrt Rollen in Spielfilmen dazu.
Ab 2000 wurde Buckley zusätzlich zu seiner Schauspieltätigkeit Partner einer Investorengruppe in einem Brokerhaus in Los Angeles.
Größere Bekanntheit erlangte Buckley mit seiner Rolle des David Wallace in der Fernsehserie The Office, in der er von 2006 bis 2013 in 37 Episoden vor der Kamera stand.
Buckley ist verheiratet mit Nancy Banks, die ebenfalls Schauspielerin ist.

## Filmografie (Auswahl)

### Filme
Schauspieler
- 2002: Grand Champion
- 2010: Die etwas anderen Cops (The Other Guys)
- 2010: So spielt das Leben (Life As We Know It)
- 2011: Brautalarm (Bridesmaids)
- 2011: Alvin und die Chipmunks 3: Chipbruch (Alvin and the Chipmunks: Chipwrecked)
- 2013: Taffe Mädels (The Heat)
- 2014: Katies Blog (Ask Me Anything)
- 2014: Kill the Boss 2 (Horrible Bosses 2)
- 2015: Jurassic World
- 2015: Burning Bodhi[1]
- 2017: Lady Bird
- 2019: Bombshell – Das Ende des Schweigens (Bombshell)

Drehbuchautor
- 1999: The Big Day[1]

Produzent
- 1999: The Big Day[1]

### Serien
- 1997–1998: Pacific Blue – Die Strandpolizei (Pacific Blue, 3 Episoden)
- 2000–2005: CSI: Den Tätern auf der Spur (CSI: Crime Scene Investigation, 2 Episoden)
- 2006–2013: The Office (37 Episoden)
- 2011–2013: The Lying Game (30 Episoden)
- 2012: Veep – Die Vizepräsidentin (Veep, 3 Episoden)
- 2015: Hit the Floor (4 Episoden)
- 2015–2017: Scorpion (7 Episoden)[1]
- 2023: Fubar (Fernsehserie, 5 Episoden)